# Deraeocoris delicatus
Deraeocoris delicatus är en insektsart som först beskrevs av William Lucas Distant 1884.  Deraeocoris delicatus ingår i släktet Deraeocoris och familjen ängsskinnbaggar. Inga underarter finns listade i Catalogue of Life.